# Paweł Adamowicz
Paweł Bogdan Adamowicz (Gdansk, 2 de novembre de 1965 - 14 de gener de 2019) fou un polític i jurista polonès, alcalde de Gdansk entre 1998 i fins al seu assassinat, l'any 2019. Era membre del partit democristià Plataforma Cívica.

## Biografia
Adamowicz es va graduar al Liceu Nikolaus Copernicus i posteriorment va iniciar estudis de dret a la Universitat de Gdansk, dels quals es va graduar l'any 1989. Durant aquesta etapa, es va fer conegut pel seu rol com a coorganitzador de les vagues de 1988 a la universitat i líder del comitè de vaga. Posteriorment va treballar com a assistent d'investigació a la Universitat de Gdansk i de 1990 a 1993 com a vicerector d'assumptes estudiantils.
Pel que fa a la seva etapa política, el 1990 va ser escollit regidor de Gdansk per Plataforma Cívica i va mantenir el seu escó fins a la seva elecció com a alcalde l'any 1998. El 10 de novembre de 2002 va ser reelegit amb un 72% a la segona volta, tot sent reescollit posteriorment i en primera volta els anys 2006, 2010 i 2014. A les eleccions locals de 2018 va vèncer de nou, aquell cop en segona volta i a través d'una nova associació de votants: Tots per Gdansk, que ell mateix havia fundat.
Va ser guardonat amb diversos premis, entre els quals la Creu d'Or Pro Ecclesia et Pontifice pel Papa Joan Pau II i la Creu del Mèrit per l'expresident polonès Aleksander Kwaśniewski. L'any 2014 també es va convertir en el destinatari de la Creu de la Llibertat i la Solidaritat per honorar les seves contribucions a l'oposició democràtica a Polònia durant el període comunista. L'any 2018 va obtenir el patrocini honorari durant la IV edició del Dia Internacional de l'Orgull LGTBI de Gdansk, en la qual va participar personalment.
La seva mort per assassinat es va produir el 14 de gener de 2019, l'endemà de ser apunyalat a l'escenari de l'esdeveniment de la Gran Orquestra de la Caritat de Nadal de Gdańsk. Adamowicz va ser traslladat a l'hospital en estat crític i l'atacant immediatament dentingut, però va morir per causa de les ferides crítiques de l'apunyalament.